# Réseau GNSS Centipède
Centipède est un réseau GNSS temps réel (Real Time Kinematic ou RTK) collaboratif, ouvert et Open Source.

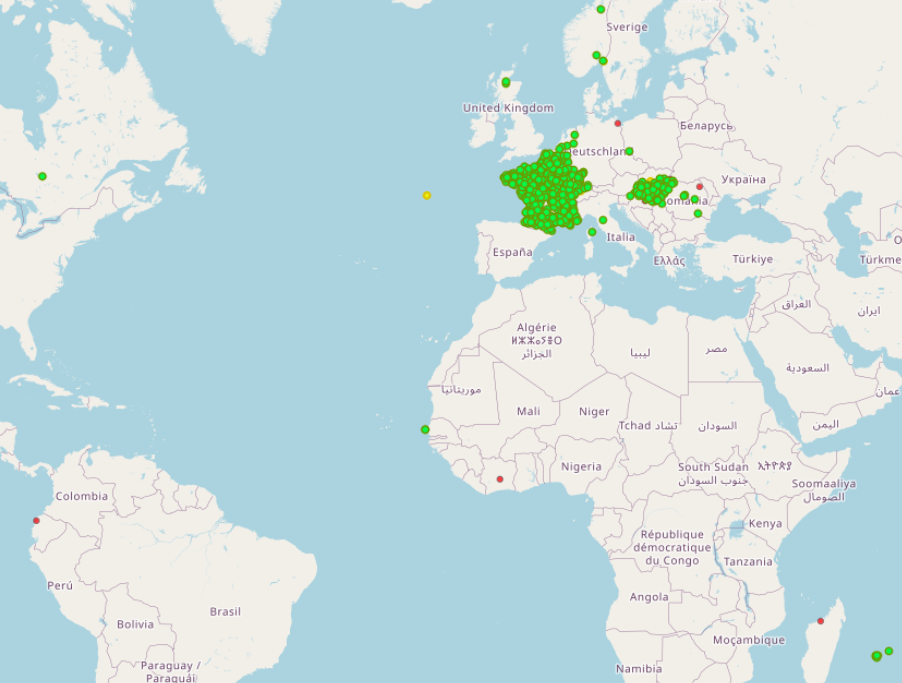
Déploiement du réseau Centipède en 2024

Le projet Centipède vise à créer un réseau de bases RTK ouvertes et disponibles pour toute personne se trouvant dans la zone de couverture. Le réseau est étendu par des instituts publics, des particuliers, des acteurs privés comme les agriculteurs ou d’autres partenaires publics.
L’objectif du projet est d’offrir une couverture complète du territoire métropolitain. Il est soutenu financièrement par INRAE et a bénéficié dès son démarrage en 2019 de moyens mutualisés entre des instituts de recherche, des organismes publics, des agriculteurs et des entreprises privées.

## Utilisation
Le réseau Centipède a été initialement mis en place pour faciliter l'accès à la technologie de guidage automatisé d'engins pour les agriculteurs, dont le coût était alors, pour certaines exploitations, prohibitif. Son usage s'est étendu à des applications scientifiques. Ainsi l'Institut universitaire européen de la mer utilise le réseau Centipède pour mesurer l’évolution du trait de côte, afin de suivre l’évolution du littoral breton. La plateforme POSEIDON, système de mesure des fonds sous-marins littoraux par photogrammétrie, utilise Centipède pour le calcul de sa position.